# Arda (Marica)
Az Arda (bolgárul Арда [Arda], görögül Αρδας [Ardasz], az ókori latin neve Artiscus) folyó Bulgária, Görögország és Törökország területén, a Marica jobb oldali mellékfolyója.

## Földrajzi adatok
A Rodopéban ered, Szmoljantól 10 km-re délre, és a törökországi Edirnénél torkollik a Maricába. Hossza mintegy 290 km, 37 km a görögországi Évrosz prefektúra, és mindössze 2–3 km a törökországi Edirne tartomány területén található. Vízgyűjtő területe 5545 km². Völgyében dohányt termesztenek.

## Települések a folyó mentén
Bulgáriában:
- Rudozem
- Kardzsali
- Madzsarovo
- Ivajlovgrad

Görögországban:
- Kiprinosz